# Temporada 1904-1905 del Liceu
La temporada 1904-1905 tothom va sortir content del Liceu després de veure i sentir Els mestres cantaires de Nuremberg. També degué acabar content el mestre Antoni Ribera, director artístic de l'Associació Wagneriana, perquè la seva tasca no va quedar limitada a l'abnegada i poc valorada preparació de l'orquestra sinó que el Liceu li va oferir la possibilitat de dirigir-la en les darreres representacions.
Hariclea Darclée, que havia estat la primera Tosca a l'estrena mundial (Roma, 14 gener 1900) va cantar Tosca el febrer.
| Temporada 1904-1905 del Liceu      |                       |                                                                                  |                   | |           |                                                           |
| Òpera                              | Compositor            | Director musical                                                                 | Director d'escena | Papers principals | Producció | Dates                                                     |
| La bohème                          | Giacomo Puccini       |                                                                                  |                   | Virgilio Bellatti/Arturo Pessina, Luigi Baldasari, Anita Occhiolini/Emma Carelli/Maria Giudice, Lina Cassandro, Luigi Innocenti/Amedeo Bassi/Carlo Dani, Josè Torres de Luna |           | novembre                                                  |
| Sigfrid                            | Richard Wagner        |                                                                                  |                   | Giannina Lucacewska, Elena Bianchini Cappelli, Adalgisa Minotti, Giuseppe Borgatti, Augusto Nannetti, Francesco Cigada, Joan De Colet                                        |           | novembre                                                  |
| Il trovatore                       | Giuseppe Verdi        | Giuseppe Barone                                                                  |                   | Paul Seveilhac, Elena Bianchini-Cappelli, Giannina Lucacewska, Carlo Barrera, José Torres de Luna                                                                            |           | 26, 27 novembre                                           |
| Lucrezia Borgia                    | Gaetano Donizetti     |                                                                                  |                   | Giannina Lucacewska, Elena Bianchini Cappelli, Francesco Marconi, Josè Torres de Luna                                                                                        |           | novembre                                                  |
| La traviata                        | Giuseppe Verdi        | Joan Goula Fité                                                                  |                   | Linda Brambilla, Luigi Innocenti, Virgilio Bellatti |           | novembre                                                  |
| Otello                             | Giuseppe Verdi        |                                                                                  |                   | Anita Occhiolini, Carlos Barrera, Mario Sammarco, Augusto Nannetti, Josè Torres de Luna                                                                                      |           | novembre                                                  |
| Rigoletto                          | Giuseppe Verdi        | Joan Goula Fité                                                                  |                   | Francesco Marconi (30 novembre; 11 desembre) / Carlo Dani (4 desembre), Mario Sammarco, Linda Brambilla, José Torres de Luna, Giannina Lucacewska                            |           | 30 de novembre, 4 i 11 de desembre                        |
| Tosca                              | Giacomo Puccini       | Filippo Brunetto (desembre) / Joan Goula Fité (gener) / Giuseppe Barone (febrer) |                   | Emma Carelli (desembre; gener) / Hariclea Darclée (febrer), Amedeo Bassi, Mario Sammarco / Arturo Pessina (gener; febrer)                                                    |           | 17, 18, 20, 28 desembre 1904 / 4, 6 gener / 13, 15 febrer |
| Hänsel i Gretel                    | Engelbert Humperdinck |                                                                                  |                   | Ferraris Teresina, Adalgisa Minotti, Giannina Lucacewska, Maria Chivers, Luigi Baldasari                                                                                     |           | gener                                                     |
| Les alegres comares de Windsor     | Carl Otto Nicolai     |                                                                                  |                   | Luigi Baldasari, Fausta Labia, Giannina Lucacewska, Carlo Dani, Augusto Nannetti, Remo Ercolani                                                                              |           | gener                                                     |
| Els mestres cantaires de Nuremberg | Richard Wagner        |                                                                                  |                   | Giannina Lucacewska, Fausta Labia, Luigi Innocenti, Augusto Nannetti, Arturo Pessina, Virgilio Bellatti, Luigi Baldassari, Josè Torres de Luna                               |           | 19 de gener                                               |
| La favorita                        | Gaetano Donizetti     | Joan Goula Fité                                                                  |                   | Wanda Borisova, Borisoff Wanda, Paul Sevehillac, José Torres de Luna, Adela Gassull                                                                                          |           | 25 gener                                                  |
| Cavalleria rusticana               | Pietro Mascagni       |                                                                                  |                   | Virgilio Bellatti, Maria Giudice, Teresina Ferraris, Amedeo Bassi |           | gener                                                     |
| Thaïs                              | Jules Massenet        | Giuseppe Barone                                                                  |                   | Paul Seveilhac, Hariclea Darclée, Lina Cassandro, Adela Gassull, Carlo Dani, Conrad Giralt, Kontchak Zaporogetz, Konkakovna Sadoven                                          |           | 22 al 27 de febrer                                        |
| Lohengrin                          | Richard Wagner        |                                                                                  |                   | Dugen de Eguileor/Franco Rayer, Fausta Labia, Giannina Lucacewska, Michele De Padova, Josè Torres de Luna                                                                    |           | febrer                                                    |